# Tiercé (Maine-et-Loire)
Pour les articles homonymes, voir Tiercé.
Tiercé est une commune française située dans le département de Maine-et-Loire, en région Pays de la Loire.
Situé dans la région des Basses vallées angevines, entre Sarthe et Loir, Tiercé est le centre administratif et commercial de la région.

## Géographie

### Localisation
Cette commune angevine de l'ouest de la France se situe dans le Baugeois, à 17 km au nord d'Angers, sur la route D 52 qui va de Briollay (sud-ouest) à Étriché (nord-est).
Elle se trouve entre les rivières la Sarthe et le Loir, au cœur des Basses vallées angevines. Son territoire est essentiellement rural.

### Géologie et relief
L'altitude de la commune varie de 13 à 73 mètres. Son territoire, situé en limite du Massif armoricain, est constitué de terrains du crétacé et du tertiaire, et d'alluvions sur les bords de la Sarthe.
Le relief du Baugeois est principalement constitué d'un plateau, aux terrains sablonneux, siliceux ou calcaires, caractérisés par de larges affleurements sédimentaires, crétacés, sables et calcaires aux teintes claires.
Son territoire s'étend sur près de 34 km2 (3 370 hectares),.

### Hydrographie
La commune est bordée à l'ouest par la Sarthe (rivière) et à l'est par le Loir (rivière). À proximité de la Sarthe, les prairies sont souvent inondées en hiver.
On trouve également deux étangs, de Sélène et de Péné, et plusieurs petits canaux creusés au cours des travaux d'assèchement, dont la Grande Boire des Landes.
La Sarthe (rivière) prend sa source dans l'Orne et termine son cours par un tronçon de 44 km en Anjou. Elle forme, en confluant avec la Mayenne, la Maine qui se jette dans la Loire.

Le Loir (rivière) prend naissance en Eure-et-Loir et dessine en Anjou de larges méandres sur une longueur de 43 km, avant de se jeter dans la Sarthe (rive gauche) au nord d'Angers.

Leurs crues déposent sur le sol un limon qui enrichit la couche d'alluvions de leurs vallées.
Dès le XVe siècle la navigation est importante sur la Sarthe et le Loir. Des passages sont aménagés dans les barrages, les « portes marinières ». Des barques pouvaient ainsi remonter assez loin sur ces cours d’eau. Par la suite, le développement du chemin de fer fut fatal à la navigation fluviale.
Le système hydrographique de Tiercé se situe dans les Basses vallées angevines, plaines alluviales inondables, situées le long des cours d'eau du Loir, de la Mayenne et de la Sarthe. Cette zone humide s'étend sur environ 4 500 ha, à des altitudes très basses variant de 14 mètres en aval à 19 mètres en amont. Elle constitue le plus vaste système de confluence du bassin de la Loire.

### Protections sur la commune
Outre des protections sur des bâtiments (monuments historiques et inventaires), la commune de Tiercé figure à l'inscription de
- Natura 2000 pour les zones de protection spéciale des Basses vallées angevines et prairies de la Baumette, et pour les sites d'importance communautaire des Basses vallées angevines, aval de la rivière Mayenne et prairies de la Baumette ;
- Inventaires, zone importante pour la conservation des oiseaux (ZICO) sur les Basses vallées angevines (marais de basse-Maine et ile de Saint-Aubin), et zone naturelle d'intérêt écologique floristique faunistique (ZNIEFF) pour les zones humides de la boucle du Loir, pour les Basses vallées angevines, les prairies alluviales de la Mayenne, de la Sarthe et du Loir, pour la vallée du Loir, pour les Basses vallées angevines, pour les bois et landes des Allards, pour l'étang de Sélène et l'étang de la Houssaye ;
- Eau et milieux aquatiques, zone humide d'importance nationale pour les Basses vallées angevines, secteur d'application de la convention de Ramsar pour les Basses vallées angevines, marais de basse-Maine et de Saint-Aubin, et schémas d'aménagement et de gestion des eaux pour le Loir et l'aval de la Sarthe.

### Climat
Son climat est tempéré, de type océanique. Le climat angevin est particulièrement doux, du fait de sa situation entre les influences océaniques et continentales. Généralement les hivers sont pluvieux, les gelées rares et les étés ensoleillés.
Pour des articles plus généraux, voir Climat des Pays de la Loire et Climat de Maine-et-Loire.
En 2010, le climat de la commune est de type climat océanique altéré, selon une étude du CNRS s'appuyant sur une série de données couvrant la période 1971-2000. En 2020, Météo-France publie une typologie des climats de la France métropolitaine dans laquelle la commune est exposée à un climat océanique et est dans la région climatique Moyenne vallée de la Loire, caractérisée par une bonne insolation (1 850 h/an) et un été peu pluvieux.
Pour la période 1971-2000, la température annuelle moyenne est de 12 °C, avec une amplitude thermique annuelle de 14,2 °C. Le cumul annuel moyen de précipitations est de 651 mm, avec 11,4 jours de précipitations en janvier et 6 jours en juillet. Pour la période 1991-2020, la température moyenne annuelle observée sur la station météorologique de Météo-France la plus proche, sur la commune de Montreuil-sur-Loir à 5 km à vol d'oiseau, est de 12,3 °C et le cumul annuel moyen de précipitations est de 697,3 mm,. Pour l'avenir, les paramètres climatiques de la commune estimés pour 2050 selon différents scénarios d'émission de gaz à effet de serre sont consultables sur un site dédié publié par Météo-France en novembre 2022.

### Voies de communication et transports
La commune de Tiercé est desservie, du nord au sud, par la route D 52 (Étriché - Briollay), et d'ouest en est par la route D 74 (Cheffes - Montreuil sur Loire).
La commune est également desservie par une ligne d’autobus, la ligne 412,  Angers - Tiercé - Juvardeil, du réseau interurbain de Pays de la loire, Aleop, qui passe par Briollay, Tiercé et Cheffes.
On y trouve aussi une gare ferroviaire, située sur la ligne électrifiée Le Mans - Angers.

### Aux alentours
Communes aux alentours : Cheffes (3 km), Étriché (4 km), Montreuil-sur-Loir (5 km), Juvardeil (5 km), Soucelles (6 km), Briollay (6 km), Villevêque (7 km), Écuillé (7 km), Soulaire-et-Bourg (7 km) et Châteauneuf-sur-Sarthe (7 km).

## Urbanisme

### Typologie
Au 1er janvier 2024, Tiercé est catégorisée bourg rural, selon la nouvelle grille communale de densité à sept niveaux définie par l'Insee en 2022.
Elle appartient à l'unité urbaine de Tiercé, une agglomération intra-départementale regroupant deux  communes, dont elle est ville-centre,,. Par ailleurs la commune fait partie de l'aire d'attraction d'Angers, dont elle est une commune de la couronne,. Cette aire, qui regroupe 81 communes, est catégorisée dans les aires de 200 000 à moins de 700 000 habitants,.

### Occupation des sols
L'occupation des sols de la commune, telle qu'elle ressort de la base de données européenne d’occupation biophysique des sols Corine Land Cover (CLC), est marquée par l'importance des territoires agricoles (82 % en 2018), en diminution par rapport à 1990 (88,1 %). La répartition détaillée en 2018 est la suivante : 
prairies (33,1 %), terres arables (24,9 %), zones agricoles hétérogènes (24 %), forêts (8,3 %), zones urbanisées (6,4 %), zones industrielles ou commerciales et réseaux de communication (2,3 %), zones humides intérieures (1 %). L'évolution de l’occupation des sols de la commune et de ses infrastructures peut être observée sur les différentes représentations cartographiques du territoire : la carte de Cassini (XVIIIe siècle), la carte d'état-major (1820-1866) et les cartes ou photos aériennes de l'IGN pour la période actuelle (1950 à aujourd'hui).

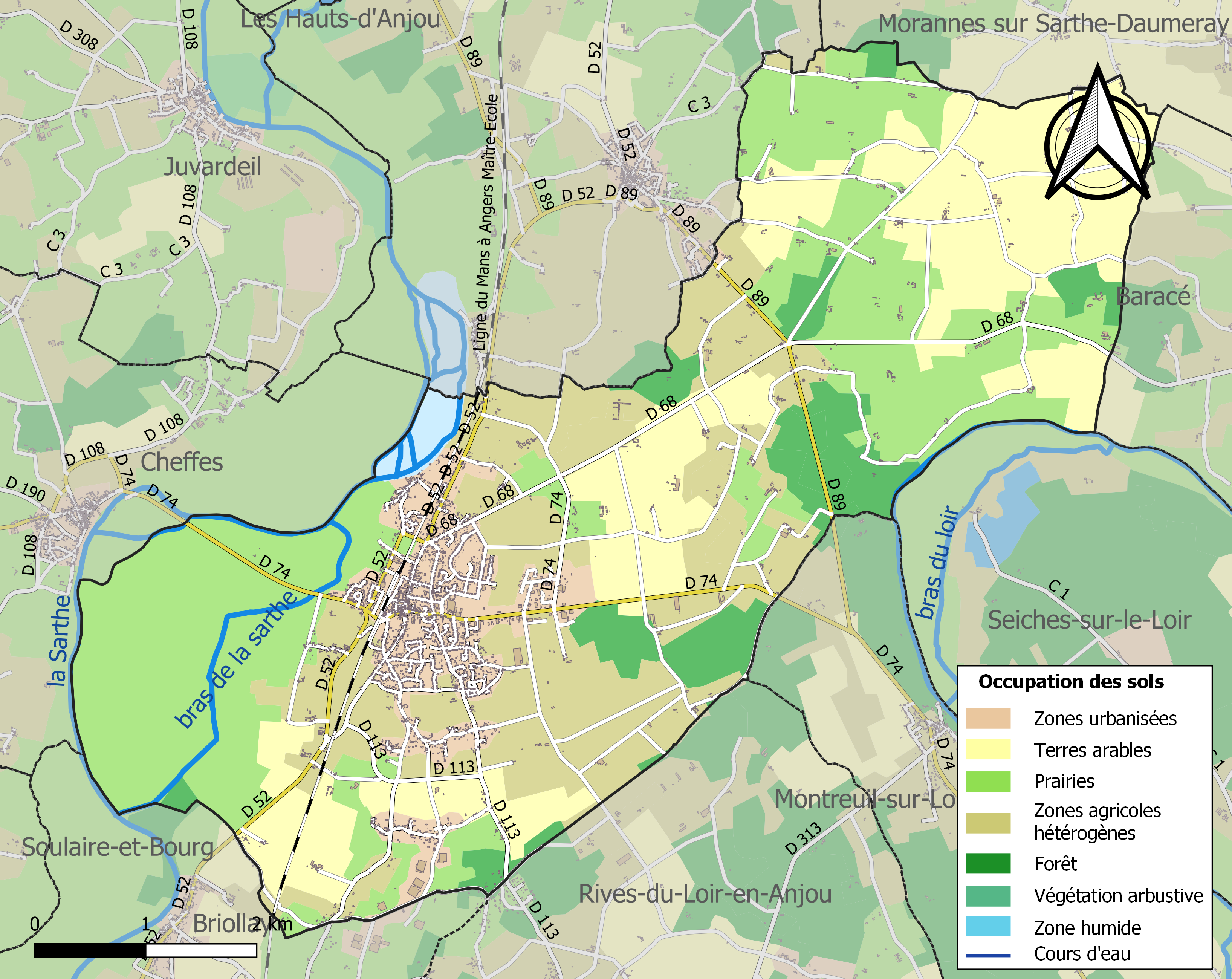
Carte des infrastructures et de l'occupation des sols de la commune en 2018 (CLC).

## Toponymie
Formes anciennes du nom : Teceium en 1236, Tysceium en 1244, Teyceium en 1263, Parochia de Tieche en 1272, Tieceium en 1296, Treceyum en 1326, Priotatus curatus de Tierceio, Tierceium en 1362, Terce, Tierce en 1370, Tiercé en 1793 et 1801.
Deux origines possibles expliquent l'étymologie de Tiercé, soit d'après le nom d'homme latin Tessius, suivi du suffixe -acum (le domaine de Tessius), soit d'après le nom d'homme Theodoricus. Les formes anciennes permettent de rejeter l'origine qui viendrait d'une troisième borne d'un chemin antique remontant d'Angers.
Nom des habitants (gentilé) : les Tiercéens.

## Histoire

### Moyen Âge
Une cure et un prieuré sont constitués au XIIIe siècle, ce dernier dépendant de l'abbaye de Toussaint d'Angers,.
Les barons de Briollay jouissaient des honneurs seigneuriaux dans l'église, pour leur terre de la Motte en Tiercé.

### Ancien Régime

Carte de l'Anjou au XVIIIe siècle.
(Cliquez pour agrandir)

En 1497 a lieu un tremblement de terre, qui détruit le clocher de l'ancienne église. Il est reconstruit en 1537 par Jean de l'Espine.
Le fief de Soucelles (commune de Tiercé), relève de la terre du Petit-Fontaine en Cellières, réunie depuis le XVe siècle à Juvardeil.
À la fin du XVIIIe siècle (royaume de France), Tiercé relève de archiprêtré de La Flèche et du grenier à sel d'Angers.

### Époque contemporaine
À la réorganisation administrative qui suit la Révolution, en 1790 Tiercé est chef-lieu du canton de Tiercé (Briollay de 1801 à 1875), dépendant du district de Châteauneuf, puis en 1800 de l'arrondissement de Segré et en 1819 de celui d'Angers.
Au moment de la chouannerie, le tirage au sort pour la levée en masse de 1793 eut lieu à Tiercé le 13 mars. Pour faire face à la baisse subite des effectifs de l'armée révolutionnaire française, la Convention décide en 1793 la levée en masse de trois cent mille hommes. Elle consiste à faire désigner ou à enrôler par le tirage au sort des hommes de tous les départements. Cette levée provoque un fort mécontentement paysan et des émeutes.

La commune sera agitée par l'insurrection, de 1794 à 1800.
Au XIXe siècle apparaît la ligne de chemin de fer Angers-Sablé, mise en service le 7 décembre 1863.

C'est à cette époque que plusieurs bâtiments sont construits : l'église Saint-Marcel-de-Chalon (1861), l'école laïque de garçons (1866), le presbytère (1870), ainsi que la mairie (1877), jusqu'alors située dans le prieuré-cure acquis en 1835.
En 1971, les écoles publiques de garçons et de filles fusionnent pour former un groupe primaire mixte de six classes, installé dans l'école laïque de garçons. L'école maternelle date de 1979.

## Politique et administration

### Administration municipale
La commune est créée à la Révolution (Tiercé). Le conseil municipal est composé de 27 élus.
| Période                                  | Période                           | Identité                                  | Étiquette | Qualité                                                                               |
| ---------------------------------------- | --------------------------------- | ----------------------------------------- | --------- | ------------------------------------------------------------------------------------- |
| 14 janvier 1790                          | novembre 1792                     | Pierre Poulain                            |           | Précédemment syndic                                                                   |
| novembre 1792                            | 9 germinal an IV (29 mars 1796)   | Julien Besnier                            |           |                                                                                       |
| 19 juillet 1800                          | 9 ventôse an XI (28 février 1803) | Jacques Desalay                           |           |                                                                                       |
| 9 ventôse an XI (28 février 1803)        | mai 1808                          | Pierre Poulain                            |           |                                                                                       |
| mai 1808                                 | 12 février 1830                   | Jacques Poisson de Gastines               |           |                                                                                       |
| 18 août 1830                             | 13 avril 1832                     | Pierre Duffay                             |           |                                                                                       |
| 14 avril 1832                            | 20 juillet 1837                   | Adrien-Pierre Poulain I                   |           |                                                                                       |
| 20 juillet 1837                          |                                   | François Arthur                           |           | Non installé dans ses fonctions                                                       |
| 8 décembre 1837                          | mars 1848                         | Adrien-Pierre Poulain II                  |           |                                                                                       |
| 18 mars 1848                             | 22 juin 1849                      | René Poirier                              |           |                                                                                       |
| 27 juin 1849                             | 7 juillet 1852                    | Michel Maillard                           |           |                                                                                       |
| 8 juillet 1852                           | 17 août 1858                      | Ernest de Coislin                         |           |                                                                                       |
| 18 août 1858                             | 15 avril 1865                     | Maurice-Victor Daligny                    |           |                                                                                       |
| 6 mai 1865                               | 21 novembre 1867                  | Joseph Rousseau                           |           |                                                                                       |
| 17 janvier 1868                          | 20 septembre 1870                 | Jean Jacquelot                            |           |                                                                                       |
| 1er octobre 1870                         | 28 mars 1871                      | Hervé                                     |           | Maire de la « commission municipale »                                                 |
| 14 mai 1871                              | 24 octobre 1896                   | Théodore-Philippe Berthelot de Villeneuve |           |                                                                                       |
| 20 décembre 1896                         | 20 mai 1900                       | Pierre Guichard                           |           |                                                                                       |
| 20 mai 1900                              | novembre 1912                     | Désiré Richou fils                        |           |                                                                                       |
| 11 décembre 1912                         | 31 novembre 1919                  | Alfred Bordereau                          |           |                                                                                       |
| 31 novembre 1919                         | 27 mai 1937                       | André de Maillé de La Tour-Landry         |           |                                                                                       |
| 20 juin 1937                             | 5 juillet 1944                    | Arthur-Pierre Bachelot                    |           |                                                                                       |
| 15 juillet 1944                          | août 1944                         | Jean-Baptiste Arreckx                     |           |                                                                                       |
| septembre 1944                           | 2 juillet 1946                    | Arthur-Pierre Bachelot                    | RI        | Conseiller général (1945 → 1954)                                                      |
| 2 juillet 1946                           | 25 mars 1959                      | René Rezé                                 |           | Maire honoraire                                                                       |
| 25 mars 1959                             | 26 mars 1965                      | Charles de Broglie                        |           |                                                                                       |
| 26 mars 1965                             | 26 mars 1971                      | Paul Plouzin                              |           | Pompier                                                                               |
| 26 mars 1971                             | juin 1995                         | Yves de Fromont de Bouaille               | DVD       | Directeur de la Caisse de réassurance agricole de Maine-et-Loire, maire honoraire     |
| juin 1995                                | mars 2001                         | Bernard Guyard                            | DVD       | Directeur d'école retraité Conseiller général (1994 → 2001)                           |
| mars 2001                                | mars 2008                         | René Bruneteau                            | DVD-UMP   | Retraité de l'armée de l'air                                                          |
| mars 2008                                | mai 2020                          | André Seguin,                             | DVD       | Retraité de l'enseignement                                                            |
| mai 2020                                 | En cours (au 30 mai 2020)         | Jean-Jacques Girard                       | DVD       | Agriculteur, ancien premier adjoint Président de la CC Anjou Loir et Sarthe (2017 → ) |
| Les données manquantes sont à compléter. |                                   |                                           |           |                                                                                       |

### Comptes de la commune
| Chiffres clés                                                 | En milliers d'Euros | En euros par habitant | Chiffres 2000 |
| ------------------------------------------------------------- | ------------------- | --------------------- | ------------- |
| Total des produits de fonctionnement (A)                      | 4 157               | 962                   | 3 813         |
| Total des charges de fonctionnement (B)                       | 3 135               | 725                   | 3 418         |
| Résultat comptable (R=A-B)                                    | 1 023               | 237                   | 396           |
| Total des ressources d'investissement (C)                     | 867                 | 201                   | 1 887         |
| Total des emplois d'investissement (D)                        | 1 819               | 421                   | 2 252         |
| Besoin ou capacité de financement des investissements (E=D-C) | 952                 | 220                   | 365           |
| Encours de la dette au 31/12                                  | 3 110               | 720                   | 2 940         |
| Annuité de la dette                                           | 306                 | 71                    | 613           |

| Fiscalité locale                    | Taux    |
| ----------------------------------- | ------- |
| Taxe d'habitation (y compris THLV)  | 18,91 % |
| Foncier bâti                        | 34,32 % |
| Foncier non bâti                    | 50,79 % |
| Cotisation foncière des entreprises | 0,00 %  |

### Jumelage et partenariat
Depuis 2006, les communes de Tiercé et de Ojdula (Roumanie) entretiennent des relations d’amitiés finalisées par la signature d’une charte de jumelage en 2007.

### Intercommunalité
Tiercé est membre de la communauté de communes Anjou Loir et Sarthe dont elle est le chef-lieu ; intercommunalité créée le 31 décembre 2016 tel que définit par le schéma départemental de coopération intercommunale de février 2016,.
La commune est auparavant intégrée à la communauté de communes Loir-et-Sarthe (CCLS). Cette structure intercommunale (SIVM) de la région de Tiercé regroupait six communes jusqu'en décembre 2011, puis quatre, Baracé, Cheffes, Étriché et Tiercé. Située à Cheffes, elle couvrait plusieurs domaines comme le développement économique, l'aménagement de l'espace communautaire, la voirie, le tourisme et la culture. Cette intercommunalité était membre du syndicat mixte Pays Vallées d'Anjou, structure administrative d'aménagement du territoire regroupant six communautés de communes.

### Autres groupements
Outre son adhésion au SIVM, la commune adhère au SICTOM Loir et Sarthe (traitements des déchets) et au syndicat de gestion des eaux (SIAEP) Loir et Sarthe.
Créé en 1978, le SICTOM Loir et Sarthe regroupe quarante deux communes en 2007, puis quarante en 2012, avec pour compétences la collecte des ordures ménagères, la collecte des déchets d’emballages recyclables, des papiers et du verre, la gestion de quatre déchèteries (Châteauneuf, Durtal, Seiches et Tiercé), le compostage des déchets végétaux, le suivi des boues de station d’épuration, la suppression et réhabilitation des anciens dépotoirs, l'enlèvement des carcasses de voitures, etc..

### Autres circonscriptions
Tiercé fait partie du canton de Tiercé (chef-lieu) et de l'arrondissement d'Angers,.
Jusqu'en 2014 le canton comporte huit communes (Briollay, Cheffes, Écuillé, Feneu, Montreuil-sur-Loir, Soucelles, Soulaire-et-Bourg et Tiercé), sous sa forme constituée en 1875 (Tiercé en 1790, Briollay en 1801). Dans le cadre de la réforme territoriale, un nouveau découpage territorial pour le département de Maine-et-Loire est défini par le décret du 26 février 2014. Le canton passe alors de huit à trente-quatre communes, Tiercé en restant le chef-lieu (bureau distributeur), avec une entrée en vigueur au renouvellement des assemblées départementales de 2015.
La commune fait partie de la première circonscription de Maine-et-Loire, composée de cinq cantons, trois d'Angers, celui de Châteauneuf-sur-Sarthe et celui de Tiercé. C'est l'une des sept circonscriptions législatives que compte le département.

### Instances judiciaires
Il n'y a pas d'administrations judiciaires à Tiercé.
Le Tribunal d'instance, le Tribunal de grande instance, la Cour d'appel, le Tribunal pour enfants, le Conseil de prud'hommes, le Tribunal de commerce, se situent à Angers, tandis que le Tribunal administratif et la Cour administrative d'appel se situent à Nantes.

## Population et société

### Démographie

#### Évolution démographique
L'évolution du nombre d'habitants est connue à travers les recensements de la population effectués dans la commune depuis 1793. Pour les communes de moins de 10 000 habitants, une enquête de recensement portant sur toute la population est réalisée tous les cinq ans, les populations de référence des années intermédiaires étant quant à elles estimées par interpolation ou extrapolation. Pour la commune, le premier recensement exhaustif entrant dans le cadre du nouveau dispositif a été réalisé en 2004.

En 2022, la commune comptait 4 498 habitants, en évolution de +3,43 % par rapport à 2016 (Maine-et-Loire : +2,12 %, France hors Mayotte : +2,11 %).
| 1793  | 1800  | 1806  | 1821  | 1831  | 1836  | 1841  | 1846  | 1851  |
| ----- | ----- | ----- | ----- | ----- | ----- | ----- | ----- | ----- |
| 2 131 | 1 202 | 1 921 | 2 064 | 2 023 | 2 013 | 1 989 | 1 998 | 2 026 |

| 1856  | 1861  | 1866  | 1872  | 1876  | 1881  | 1886  | 1891  | 1896  |
| ----- | ----- | ----- | ----- | ----- | ----- | ----- | ----- | ----- |
| 2 129 | 2 149 | 2 250 | 2 147 | 2 201 | 2 125 | 2 068 | 2 070 | 2 025 |

| 1901  | 1906  | 1911  | 1921  | 1926  | 1931  | 1936  | 1946  | 1954  |
| ----- | ----- | ----- | ----- | ----- | ----- | ----- | ----- | ----- |
| 1 997 | 2 010 | 1 935 | 1 790 | 1 828 | 1 828 | 1 818 | 1 926 | 1 933 |

| 1962  | 1968  | 1975  | 1982  | 1990  | 1999  | 2004  | 2006  | 2009  |
| ----- | ----- | ----- | ----- | ----- | ----- | ----- | ----- | ----- |
| 1 968 | 1 968 | 2 025 | 2 627 | 3 047 | 3 605 | 3 876 | 3 980 | 4 255 |

| 2014  | 2019  | 2022  | - | - | - | - | - | - |
| ----- | ----- | ----- | - | - | - | - | - | - |
| 4 314 | 4 432 | 4 498 | - | - | - | - | - | - |

#### Pyramide des âges
La population de la commune est relativement jeune.
En 2018, le taux de personnes d'un âge inférieur à 30 ans s'élève à 32,8 %, soit en dessous de la moyenne départementale (37,2 %). À l'inverse, le taux de personnes d'âge supérieur à 60 ans est de 29,1 % la même année, alors qu'il est de 25,6 % au niveau départemental.
En 2018, la commune compte 2 138 hommes pour 2 269 femmes, soit un taux de 51,49 % de femmes, légèrement supérieur au taux départemental (51,37 %).
Les pyramides des âges de la commune et du département s'établissent comme suit.
| Hommes | Classe d’âge | Femmes |
| ------ | ------------ | ------ |
| 1,0    | 90 ou +      | 2,6    |
| 8,7    | 75-89 ans    | 10,6   |
| 17,2   | 60-74 ans    | 18,1   |
| 21,9   | 45-59 ans    | 19,7   |
| 16,8   | 30-44 ans    | 17,7   |
| 15,0   | 15-29 ans    | 13,5   |
| 19,4   | 0-14 ans     | 17,8   |

| Hommes | Classe d’âge | Femmes |
| ------ | ------------ | ------ |
| 0,9    | 90 ou +      | 2,1    |
| 7      | 75-89 ans    | 9,5    |
| 16,2   | 60-74 ans    | 16,9   |
| 19,4   | 45-59 ans    | 18,7   |
| 18,2   | 30-44 ans    | 17,5   |
| 18,8   | 15-29 ans    | 17,6   |
| 19,5   | 0-14 ans     | 17,6   |

### Vie locale
Outre les services municipaux, les services publics présents sur la commune de Tiercé sont une brigade de gendarmerie, une caserne de sapeurs-pompiers volontaires, une trésorerie, une poste, plusieurs écoles, un accueil péri-scolaire, un restaurant scolaire, une bibliothèque, un cinéma, des équipements sportifs, un centre communal d'action sociale (CCAS).

### Enseignement
Située dans l'académie de Nantes, la commune compte deux écoles maternelles (école maternelle publique Marie Laurencin, école maternelle privée Notre-Dame) et primaire (école primaire publique Le Rondeau, école primaire privée Notre-Dame). Il n'y a pas de collège sur la commune ; les enfants vont pour la plupart à ceux de Châteauneuf-sur-Sarthe (7 km).

### Sports
La commune de Tiercé dispose de plusieurs équipements sportifs : deux salles de sport (Marcel-Cerdan et Yves-Pointeau), trois terrains de football, un dojo, une salle de boxe, une salle de tir, une salle de musculation, un centre nautique, un terrain de pétanque, deux terrains de tennis, une salle de tennis de table, etc,.
On y pratique également la boule de fort, jeu typique de l'Anjou inscrit au patrimoine ligérien et très répandu dans le Baugeois : société La Gare, cercle Saint-Marcel et société l'Union.

### Santé
On trouve sur la commune plusieurs professionnels de la santé : médecins généralistes, infirmiers, orthophonistes, psychiatre, dentistes, puéricultrice, kinésithérapeutes, pharmacies, laboratoire d'analyse médicale, etc. On y trouve aussi un logement foyer (65 pavillons) et une maison de retraite (EHPAD). Les autres structures médicales se trouvent à Angers (17 km), où l'on trouve notamment le centre hospitalier universitaire.

### Écologie et recyclage
La collecte des ordures ménagères (collecte sélective) est gérée par le SICTOM Loir et Sarthe. On trouve quatre déchèteries sur son territoire : Châteauneuf, Durtal, Seiches et Tiercé.
On trouve également sur la commune une station d'épuration des eaux usées.

## Économie

### Revenus de la population et fiscalité
En 2009, le revenu fiscal médian par ménage sur Tiercé était de 18 562 €, pour une moyenne sur le département de 17 211 €.

### Tissu économique
En 2009, sur les 301 établissements présents sur la commune, 14 % relèvent du secteur de l'agriculture (pour une moyenne de 18 % sur le département), 9 % du secteur de l'industrie, 10 % du secteur de la construction, 51 % de celui du commerce et des services et 16 % du secteur de l'administration et de la santé. Fin 2015, sur les 356 établissements actifs, 8 % relèvent du secteur de l'agriculture (pour 11 % sur le département), 8 % du secteur de l'industrie, 10 % du secteur de la construction, 56 % de celui du commerce et des services et 19 % du secteur de l'administration et de la santé.
Centre administratif et commercial de la région, sur 338 établissements présents sur la commune à fin 2013, 10 % relèvent du secteur de l'agriculture (pour une moyenne de 12 % sur le département), 8 % du secteur de l'industrie, 10 % du secteur de la construction, 55 % de celui du commerce et des services et 17 % du secteur de l'administration et de la santé.

### Agriculture
On trouve sur la commune de Tiercé plusieurs activités agricoles, comme l'horticulture, l'arboriculture ou la pisciculture.
Créée en 1992, on trouve au sud de Tiercé la zone horticole du Rocher, dont une partie du territoire se situe aussi sur la commune de Briollay. Sa gestion a été confiée au syndicat mixte Zone horticole du Rocher.
Tiercé se trouve dans la région viticole du Val de Loire.
Liste des appellations présentes sur le territoire :
- AOC AOP Anjou gamay, AOC AOP Anjou gamay nouveau ou primeur, IGP Maine-et-Loire blanc, IGP Maine-et-Loire rosé, IGP Maine-et-Loire rouge,
- IGP Cidre de Bretagne ou Cidre breton,
- IGP Bœuf du Maine, AOC AOP Maine-Anjou, IGP Volailles de Loué, IGP Volailles du Maine, IGP Volailles d’Ancenis, IGP Œufs de Loué.

### Commerces et services
On trouve sur la commune de Tiercé plusieurs commerces et artisanats dans de nombreux domaine comme l'alimentation (deux supermarchés), la boucherie et la charcuterie (deux commerces), la boulangerie et pâtisserie (deux commerces), la restauration (bar, brasserie, restaurant, pizzeria), l'hébergement, le prêt à porter, la banque et l'assurance, l'optique, la coiffure, la réparation automobile, la jardinerie, la maçonnerie, la couverture, l'électricité, la plomberie, etc.
On y trouve aussi plusieurs activités industrielles, comme la chaudronnerie, la fabrication de moules, la mécanique de précision, la métallerie, la tôlerie industrielle, etc.
La commune comprend deux zones d'activités : la zone d'activités de l'Osier et des Bertins, et la zone d'activités des Landes.

### Activité économique de la région
Ville importante de la région, Tiercé se trouve au cœur de l'activité économique du canton.
Sur le territoire cantonal on trouve 902 établissements à la fin 2010, répartis pour 18 % du secteur de l'agriculture (pour une moyenne de 17 % sur le département), 7 % dans celui de l'industrie, 12 % dans la construction, 48 % dans celui du commerce et des services et 14 % dans le secteur de l'administration et de la santé.
Seuls 5 % des établissements comptent plus de 10 salariés, pour 8 % sur l'ensemble du département.

## Culture et patrimoine

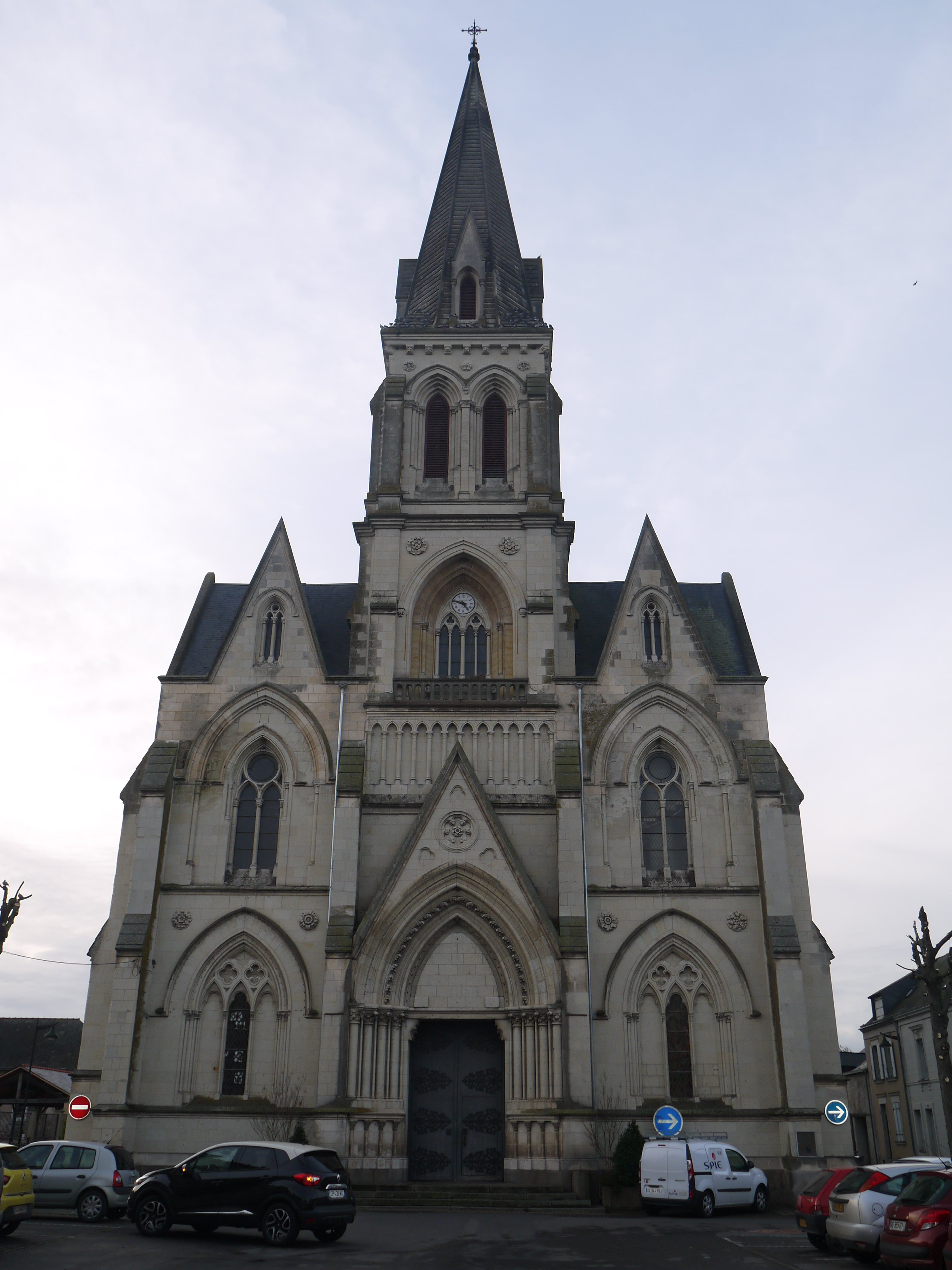
Église Saint-Marcel.

### Lieux et monuments
Même si la commune de Tiercé ne comporte pas de monuments historiques, elle comporte plusieurs édifices inscrits au patrimoine :
- Château de Cimbré XIXe siècle, propriété privée qui fut une possession à une époque de la famille L'Enfant de la Patrière ;
- École laïque de garçon du XIXe siècle, œuvre de l'architecte Bibard, bâtie entre 1865 et 1866[8] ;
- Église paroissiale Saint-Marcel-de-Chalon du XIXe siècle, œuvre des architectes Richou et Bibard, bâtie entre 1856 et 1861, vaste édifice à clocher-porche de 55 mètres de haut, avec flèche de pierre inspirée du XIVe siècle[8] ;
- Mairie du XIXe siècle, œuvre de l'architecte Bibard, bâtie entre 1874 et 1877, abritait jusqu'en 1958 le prêtoire de la justice de paix, rez-de-chaussée remanié en 1982[8] ;
- Manoir de la Grande-Marcillière des XVe, XVIe et XVIIe siècles ;
- Plusieurs demeures et maisons des XVIIIe et XIXe siècles ;
- Plusieurs fermes des XVIIe et XVIIIe siècles.

Autres lieux et monuments, :
- Chapelle de l'Oratoire, petit édifice néo-gothique bâti en 1894 ;
- Chapelle de Maquillé, bâtie en 1696 par René Grandon, dédiée à saint René, acquis par la commune en 1993 ;
- Four à chanvre ;
- Plusieurs circuits de randonnées, dont le GRP des Basses vallées angevines, qui va d'Angers à Châteauneuf-sur-Sarthe en longeant les deux rives de la Sarthe.

### Personnalités liées à la commune
- Famille L'Enfant de la Patrière, qui possédait le château de Cimbré.
- Henri de Saint-Pern, (1874-1945), homme politique français, conseiller municipal de Tiercé en 1919.

## Pour approfondir